# طواف روماندي 2012
طواف روماندي 2012 هو سباق دراجات هوائية أقيم بتاريخ 24 – 29 أبريل، تكون السباق من 5 مراحل وامتدّ لمسافة 695. 1 كم بسرعة 38.415 كم/س، استغرق السباق 18 ساعة 05 دقيقة 40 ثانية. فاز به البريطاني برادلي ويغينز.

## الترتيب
| م                     | الدرّاج        | البلد           | الزمن                     |
| --------------------- | ------------- | --------------- | ------------------------- |
| الفائز بالترتيب العام | برادلي ويغينز | بريطانيا العظمى | 18 ساعة 05 دقيقة 40 ثانية |